# 3170 Dzsanibekov
A 3170 Dzsanibekov (ideiglenes jelöléssel 1979 SS11) a Naprendszer kisbolygóövében található aszteroida. Nyikolaj Sztyepanovics Csernih fedezte fel 1979. szeptember 24-én. Vlagyimir Dzsanyibekov űrhajósról nevezték el.